# Nuoto ai Giochi della XX Olimpiade - 100 metri farfalla maschili
La competizione dei 100 metri farfalla maschili di nuoto ai Giochi della XX Olimpiade si è svolta nei giorni 30 e 31 agosto 1972 alla Olympia Schwimmhalle di Monaco di Baviera.

## Programma
| Data           | Ora   | Round        | Note                                |
| -------------- | ----- | ------------ | ----------------------------------- |
| 30 agosto 1972 | 11:35 | 5 Batterie   | I migliori 16 tempi alle semifinali |
| 30 agosto      | 17:30 | 2 Semifinali | I migliori 8 tempi alla finale      |
| 31 agosto      | 18:20 | Finale       |                                     |

## Risultati

### Batterie
| Pos. | Atleta             | Nazione        | Tempo   | Pos F |
| ---- | ------------------ | -------------- | ------- | ----- |
| 1    | Dave Edgar         | Stati Uniti    | 57"30   | 5 Q   |
| 2    | Roger Pyttel       | Germania Est   | 57"98   | 12 Q  |
| 3    | Peter Remmel       | Germania Ovest | 58"97   | 19    |
| 4    | Andrzej Chudziński | Polonia        | 1'00"22 | 29    |
| 5    | Alain Mosconi      | Francia        | 1'00"23 | 30    |
| 6    | Salvador Vilanova  | El Salvador    | 1'01"25 | 32    |
| 7    | Martin Edwards     | Gran Bretagna  | 1'01"29 | 33    |
| 8    | Bruno Bassoul      | Libano         | 1'05"45 | 38    |

| Pos. | Atleta            | Nazione   | Tempo   | Pos F |
| ---- | ----------------- | --------- | ------- | ----- |
| 1    | Bruce Robertson   | Canada    | 56"45   | 1 Q   |
| 2    | István Szentirmay | Ungheria  | 58"07   | 13 Q  |
| 3    | Sérgio Waismann   | Brasile   | 58"37   | 16 Q  |
| 4    | Yasuhiro Komazaki | Giappone  | 59"71   | 24    |
| 5    | Hugo Valencia     | Messico   | 1'00"14 | 28    |
| 6    | Feridun Aybars    | Turchia   | 1'04"46 | 36    |
| 7    | Chhay-Kheng Nhem  | Cambogia  | 1'05"12 | 37    |
| 8    | Ronnie Wong       | Hong Kong | 1'07"50 | 39    |

| Pos. | Atleta             | Nazione          | Tempo   | Pos F |
| ---- | ------------------ | ---------------- | ------- | ----- |
| 1    | Roland Matthes     | Germania Est     | 57"16   | 4 Q   |
| 2    | Neil Rogers        | Australia        | 57"40   | 6 Q   |
| 3    | John Mills         | Gran Bretagna    | 58"28   | 15 Q  |
| 4    | Viktor Sharygin    | Unione Sovietica | 58"40   | 17    |
| 5    | Arturo Lang-Lenton | Spagna           | 59"22   | 21    |
| 6    | Georgij Kulikov    | Unione Sovietica | 59"28   | 22    |
| 7    | Dimitrios Karydis  | Grecia           | 1'00"06 | 26    |
| 8    | Roy Chan           | Singapore        | 1'02"24 | 35    |

| Pos. | Atleta            | Nazione           | Tempo   | Pos F |
| ---- | ----------------- | ----------------- | ------- | ----- |
| 1    | Jerry Heidenreich | Stati Uniti       | 56"86   | 3 Q   |
| 2    | Lutz Stoklasa     | Germania Ovest    | 57"50   | 8 Q   |
| 3    | Robert Kasting    | Canada            | 57"65   | 11 Q  |
| 4    | Geoffrey Ferreira | Trinidad e Tobago | 58"26   | 14 Q  |
| 5    | Jacques Leloup    | Belgio            | 58"77   | 18    |
| 6    | Vladimir Krivtsov | Unione Sovietica  | 59"83   | 25    |
| 7    | Carlos Singson    | Filippine         | 1'02"11 | 34    |

| Pos. | Atleta                | Nazione        | Tempo   | Pos F |
| ---- | --------------------- | -------------- | ------- | ----- |
| 1    | Mark Spitz            | Stati Uniti    | 56"45   | 1 Q   |
| 2    | Hartmut Flöckner      | Germania Est   | 57"41   | 7 Q   |
| 3    | Juan Carlos Bello     | Perù           | 57"54   | 9 Q   |
| 4    | Byron MacDonald       | Canada         | 57"56   | 10 Q  |
| 5    | Hans Lampe            | Germania Ovest | 59"00   | 20    |
| 6    | Sean Maher            | Gran Bretagna  | 59"50   | 23    |
| 7    | Vasil Dobrev          | Bulgaria       | 1'00"07 | 27    |
| 8    | Aleksandar Pavličević | Jugoslavia     | 1'00"29 | 31    |

### Semifinali
| Pos. | Atleta            | Nazione           | Tempo | Pos F |
| ---- | ----------------- | ----------------- | ----- | ----- |
| 1    | Roland Matthes    | Germania Est      | 56"51 | 3 Q   |
| 2    | Bruce Robertson   | Canada            | 56"86 | 4 Q   |
| 3    | Byron MacDonald   | Canada            | 57"06 | 7 Q   |
| 4    | Neil Rogers       | Australia         | 57"28 | 8 Q   |
| 5    | Roger Pyttel      | Germania Est      | 57"69 | 11    |
| 6    | Sérgio Waismann   | Brasile           | 58"07 | 12    |
| 7    | Lutz Stoklasa     | Germania Ovest    | 58"33 | 15    |
| 8    | Geoffrey Ferreira | Trinidad e Tobago | 58"54 | 16    |

| Pos. | Atleta            | Nazione       | Tempo | Pos F |
| ---- | ----------------- | ------------- | ----- | ----- |
| 1    | Mark Spitz        | Stati Uniti   | 55"98 | 1 Q   |
| 2    | Jerry Heidenreich | Stati Uniti   | 56"18 | 2 Q   |
| 3    | Dave Edgar        | Stati Uniti   | 56"88 | 5 Q   |
| 4    | Hartmut Flöckner  | Germania Est  | 56"96 | 6 Q   |
| 5    | Juan Carlos Bello | Perù          | 57"51 | 9     |
| 6    | Robert Kasting    | Canada        | 57"67 | 10    |
| 7    | John Mills        | Gran Bretagna | 58"13 | 13    |
| 8    | István Szentirmay | Ungheria      | 58"25 | 14    |

### Finale
| Pos.    | Atleta            | Nazione      | Tempo | Nota            |
| ------- | ----------------- | ------------ | ----- | --------------- |
| Oro     | Mark Spitz        | Stati Uniti  | 54"27 | Record mondiale |
| Argento | Bruce Robertson   | Canada       | 55"56 |                 |
| Bronzo  | Jerry Heidenreich | Stati Uniti  | 55"74 |                 |
| 4       | Roland Matthes    | Germania Est | 55"87 |                 |
| 5       | Dave Edgar        | Stati Uniti  | 56"11 |                 |
| 6       | Byron MacDonald   | Canada       | 57"27 |                 |
| 7       | Hartmut Flöckner  | Germania Est | 57"40 |                 |
| 8       | Neil Rogers       | Australia    | 57"90 |                 |